# Reprezentacja Azerbejdżanu w piłce nożnej mężczyzn
Reprezentacja Azerbejdżanu w piłce nożnej – narodowy zespół piłkarski Azerbejdżanu. Od 1992 roku reprezentuje Azerbejdżan w międzynarodowych rozgrywkach piłkarskich.

## Eliminacje doMistrzostw Świata w Piłce Nożnej 2010

### Grupa D
| Miejsce | Drużyna       | Mecze | Punkty | Zwyc. | Rem. | Por. | Bramki |
| ------- | ------------- | ----- | ------ | ----- | ---- | ---- | ------ |
| 1       | Niemcy        | 10    | 26     | 8     | 2    | 0    | 26-5   |
| 2       | Rosja         | 10    | 22     | 7     | 1    | 2    | 19-6   |
| 3       | Finlandia     | 10    | 18     | 5     | 3    | 2    | 14-14  |
| 4       | Walia         | 10    | 12     | 4     | 0    | 6    | 9-12   |
| 5       | Azerbejdżan   | 10    | 5      | 1     | 2    | 7    | 4-14   |
| 6       | Liechtenstein | 10    | 2      | 0     | 2    | 8    | 2-23   |

|               | Azerbejdżan | Finlandia | Niemcy | Liechtenstein | Rosja | Walia |
| ------------- | ----------- | --------- | ------ | ------------- | ----- | ----- |
| Azerbejdżan   | X           | 1:2       | 0:2    | 0:0           | 1:1   | 0:1   |
| Finlandia     | 1:0         | X         | 3:3    | 2:1           | 0:3   | 2:1   |
| Niemcy        | 4:0         | 1:1       | X      | 4:0           | 2:1   | 1:0   |
| Liechtenstein | 0:2         | 1:1       | 0:6    | X             | 0:1   | 0:2   |
| Rosja         | 2:0         | 3:0       | 0:1    | 3:0           | X     | 2:1   |
| Walia         | 1:0         | 0:2       | 0:2    | 2:0           | 1:3   | X     |

## Eliminacje doMistrzostw Europy w Piłce Nożnej 2012

### Grupa A
| Zespół      | Pkt | M  | W  | R | P | Br+ | Br− | +/− |
| ----------- | --- | -- | -- | - | - | --- | --- | --- |
| Niemcy      | 30  | 10 | 10 | 0 | 0 | 34  | 7   | +27 |
| Turcja      | 17  | 10 | 5  | 2 | 3 | 13  | 11  | +2  |
| Belgia      | 15  | 10 | 4  | 3 | 3 | 21  | 15  | +6  |
| Austria     | 12  | 10 | 3  | 3 | 4 | 16  | 17  | −1  |
| Azerbejdżan | 7   | 10 | 2  | 1 | 7 | 10  | 26  | −14 |
| Kazachstan  | 4   | 10 | 1  | 1 | 8 | 6   | 24  | −18 |

|             | Niemcy | Turcja | Austria | Belgia | Kazachstan | Azerbejdżan |
| ----------- | ------ | ------ | ------- | ------ | ---------- | ----------- |
| Niemcy      | X      | 3:0    | 6:2     | 3:1    | 4:0        | 6:1         |
| Turcja      | 1:3    | X      | 2:0     | 3:2    | 2:1        | 1:0         |
| Austria     | 1:2    | 0:0    | X       | 0:2    | 2:0        | 3:0         |
| Belgia      | 0:1    | 1:1    | 4:4     | X      | 4:1        | 4:1         |
| Kazachstan  | 0:3    | 0:3    | 0:0     | 0:2    | X          | 2:1         |
| Azerbejdżan | 1:3    | 1:0    | 1:4     | 1:1    | 3:2        | X           |

## Eliminacje doMistrzostw Świata w Piłce Nożnej 2014

### Grupa F
| Lp. | Drużyna           | M  | Mecze | Mecze | Mecze | Bramki | Bramki | Bramki | Pkt |
| Lp. | Drużyna           | M  | W     | R     | P     | +      | −      | +/−    | Pkt |
| --- | ----------------- | -- | ----- | ----- | ----- | ------ | ------ | ------ | --- |
| 1.  | Rosja             | 10 | 7     | 1     | 2     | 20     | 5      | +15    | 22  |
| 2.  | Portugalia        | 10 | 6     | 3     | 1     | 20     | 9      | +11    | 21  |
| 3.  | Izrael            | 10 | 3     | 5     | 2     | 19     | 14     | +5     | 14  |
| 4.  | Azerbejdżan       | 10 | 1     | 6     | 3     | 7      | 11     | −4     | 9   |
| 5.  | Irlandia Północna | 10 | 1     | 4     | 5     | 9      | 17     | −8     | 7   |
| 6.  | Luksemburg        | 10 | 1     | 3     | 6     | 7      | 26     | −19    | 6   |

|                   | Portugalia | Rosja | Izrael | Irlandia Północna | Azerbejdżan | Luksemburg |
| ----------------- | ---------- | ----- | ------ | ----------------- | ----------- | ---------- |
| Portugalia        | X          | 1:0   | 1:1    | 1:1               | 3:0         | 3:0        |
| Rosja             | 1:0        | X     | 3:1    | 2:0               | 1:0         | 4:1        |
| Izrael            | 3:3        | 0:4   | X      | 1:1               | 1:1         | 3:0        |
| Irlandia Północna | 2:4        | 1:0   | 0:2    | X                 | 1:1         | 1:1        |
| Azerbejdżan       | 0:2        | 1:1   | 1:1    | 2:0               | X           | 1:1        |
| Luksemburg        | 1:2        | 0:4   | 0:6    | 3:2               | 0:0         | X          |

## Eliminacje doMistrzostw Europy w Piłce Nożnej 2016

### Grupa H
| Zespół      | Pkt | M  | W | R | P | Br+ | Br− | +/− |
| ----------- | --- | -- | - | - | - | --- | --- | --- |
| Włochy      | 24  | 10 | 7 | 3 | 0 | 16  | 7   | +9  |
| Chorwacja   | 20  | 10 | 6 | 3 | 1 | 20  | 5   | +15 |
| Norwegia    | 19  | 10 | 6 | 1 | 3 | 13  | 10  | +3  |
| Bułgaria    | 11  | 10 | 3 | 2 | 5 | 9   | 12  | -3  |
| Azerbejdżan | 6   | 10 | 1 | 3 | 6 | 7   | 18  | -11 |
| Malta       | 2   | 10 | 0 | 2 | 8 | 3   | 16  | -13 |

|             | Włochy | Chorwacja | Norwegia | Bułgaria | Azerbejdżan | Malta |
| ----------- | ------ | --------- | -------- | -------- | ----------- | ----- |
| Włochy      | X      | 1:1       | 2:1      | 1:0      | 2:1         | 1:0   |
| Chorwacja   | 1:1    | X         | 5:1      | 3:0      | 6:0         | 2:0   |
| Norwegia    | 0:2    | 2:0       | X        | 2:1      | 0:0         | 2:0   |
| Bułgaria    | 2:2    | 0:1       | 0:1      | X        | 2:0         | 1:1   |
| Azerbejdżan | 1:3    | 0:0       | 0:1      | 1:2      | X           | 2:0   |
| Malta       | 0:1    | 0:1       | 0:3      | 0:1      | 2:2         | X     |

## Eliminacje doMistrzostw Świata w Piłce Nożnej 2018

### Grupa C
| Zespół            | Pkt | M  | W  | R | P  | Br+ | Br− | +/− |
| ----------------- | --- | -- | -- | - | -- | --- | --- | --- |
| Niemcy            | 30  | 10 | 10 | 0 | 0  | 43  | 4   | +39 |
| Irlandia Północna | 19  | 10 | 6  | 1 | 3  | 17  | 6   | +11 |
| Czechy            | 15  | 10 | 4  | 3 | 3  | 17  | 10  | +7  |
| Norwegia          | 13  | 10 | 4  | 1 | 5  | 17  | 16  | +1  |
| Azerbejdżan       | 10  | 10 | 3  | 1 | 6  | 10  | 19  | -9  |
| San Marino        | 0   | 10 | 0  | 0 | 10 | 2   | 51  | -49 |

|                   | Niemcy | Czechy | Irlandia Północna | Norwegia | Azerbejdżan | San Marino |
| ----------------- | ------ | ------ | ----------------- | -------- | ----------- | ---------- |
| Niemcy            | X      | 3:0    | 2:0               | 6:0      | 5:1         | 7:0        |
| Czechy            | 1:2    | X      | 0:0               | 2:1      | 0:0         | 5:0        |
| Irlandia Północna | 1:3    | 2:0    | X                 | 2:0      | 4:0         | 4:0        |
| Norwegia          | 0:3    | 1:1    | 1:0               | X        | 2:0         | 4:1        |
| Azerbejdżan       | 1:4    | 1:2    | 0:1               | 1:0      | X           | 5:1        |
| San Marino        | 0:8    | 0:6    | 0:3               | 0:8      | 0:1         | X          |

## Eliminacje doMistrzostw Europy w Piłce Nożnej 2020

### Grupa E
| Zespół      | Pkt | M | W | R | P | Br+ | Br− | +/− |
| ----------- | --- | - | - | - | - | --- | --- | --- |
| Chorwacja   | 17  | 8 | 5 | 2 | 1 | 17  | 7   | +10 |
| Walia       | 14  | 8 | 4 | 2 | 2 | 10  | 6   | +4  |
| Słowacja    | 13  | 8 | 4 | 1 | 3 | 13  | 11  | +2  |
| Węgry       | 12  | 8 | 4 | 0 | 4 | 8   | 11  | -3  |
| Azerbejdżan | 1   | 8 | 0 | 1 | 7 | 5   | 18  | -13 |

|             | Chorwacja | Walia | Słowacja | Węgry | Azerbejdżan |
| ----------- | --------- | ----- | -------- | ----- | ----------- |
| Chorwacja   | X         | 2:1   | 3:1      | 3:0   | 2:1         |
| Walia       | 1:1       | X     | 1:0      | 2:0   | 2:1         |
| Słowacja    | 0:4       | 1:1   | X        | 2:0   | 2:0         |
| Węgry       | 2:1       | 1:0   | 1:2      | X     | 1:0         |
| Azerbejdżan | 1:1       | 0:2   | 1:5      | 1:3   | X           |

## Historia reprezentacji

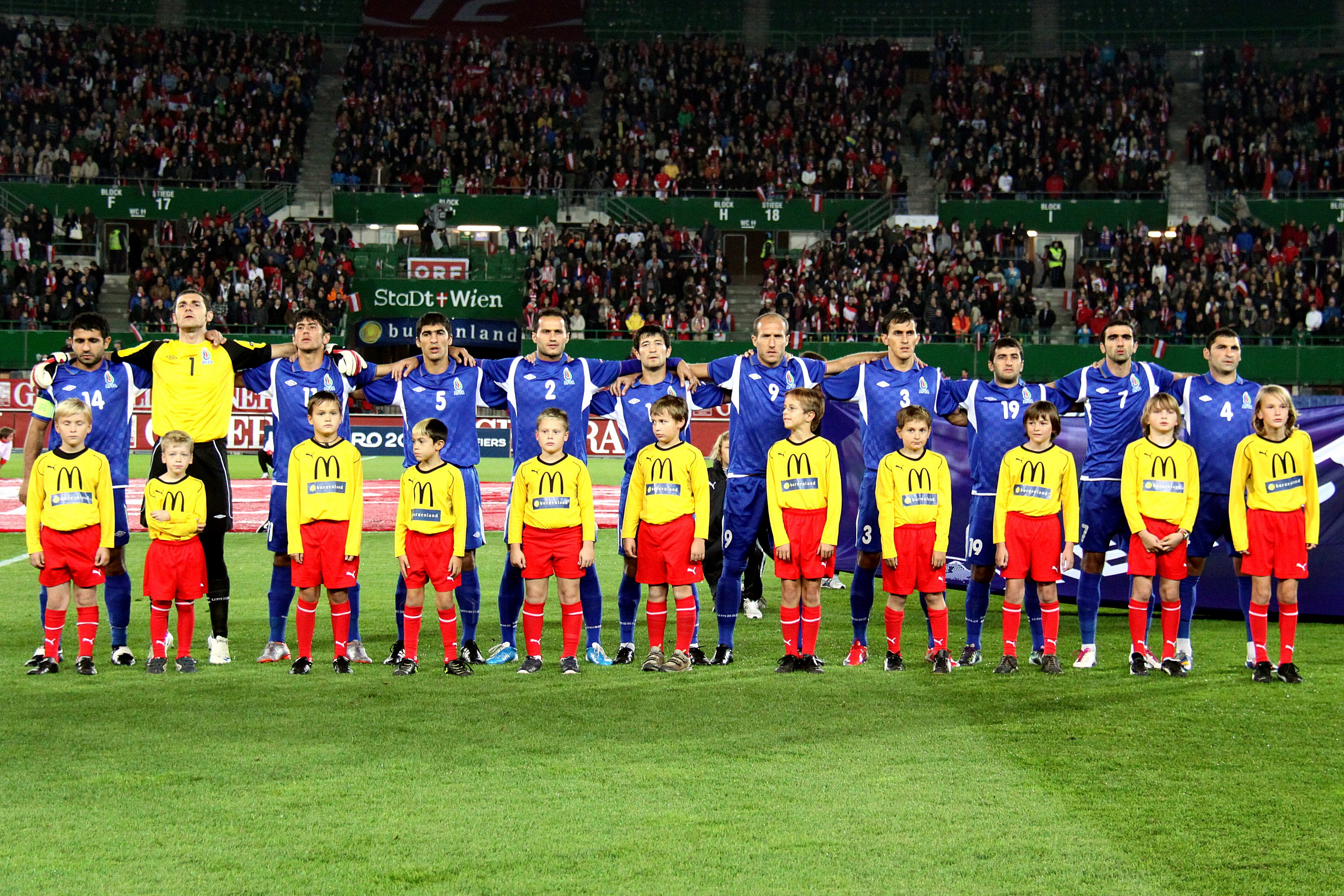
Azerbejdżan (2010-10-08)

W okresie istnienia Związku Radzieckiego piłkarską wizytówką Azerbejdżanu była drużyna Neftçi PFK (występująca wówczas pod nazwami Neftjanik i Neftczi), która przez wiele lat utrzymywała się w wyższej lidze, a w 1966 roku zajęła w niej 3. miejsce. Najbardziej znanym zawodnikiem tego zespołu był pochodzący z rosyjskiej rodziny, ale urodzony i wychowany w Baku Anatolij Baniszewski, wielokrotny reprezentant Związku Radzieckiego. Do radzieckiej kadry nie udało się jednak na dłużej przebić żadnemu zawodnikowi pochodzenia azerskiego.
Od początku istnienia azerska drużyna narodowa pozostaje europejskim outsiderem. Rodzimą federacją wstrząsały korupcyjne afery, a wpływ na sport miała krajowa i międzynarodowa sytuacja polityczna. Napięte stosunki między Azerbejdżanem a Armenią uniemożliwiły rozegranie meczów między tymi krajami w ramach eliminacji Mistrzostw Europy 2008.
Dodatkowym czynnikiem destabilizującym są częste zmiany szkoleniowców zespołu narodowego. W lutym 2004 roku trenerem reprezentacji został Carlos Alberto Torres, kapitan drużyny Brazylii podczas finałów Mistrzostw Świata w 1970 roku, ale niecałe półtora roku później, w czerwcu 2005 roku pożegnał się ze stanowiskiem po skandalicznym zachowaniu w meczu eliminacji Mistrzostw Świata z Polską (kłótnie z sędziami, czerwona kartka za wtargnięcie za boisko i atak na sędziego).
Po Torresie Azerów prowadzili kolejno Vaqif Sadıqov (tymczasowo), Şahin Diniyev, Ǵoko Hadżiewski (tymczasowo), oraz Nazim Süleymanov (tymczasowo).
W grze o udział w MŚ 2010, Euro 2012, MŚ 2014 oraz na początku eliminacji do Euro 2016 drużynę azerską prowadził z kolei Berti Vogts, który jako trener niemieckiej reprezentacji wygrał Euro 1996. Po nim reprezentację tymczasowo przejął Mahmud Qurbanov, następnie selekcjonerem ekipy Azerbejdźanu był Robert Prosinečkii. Później drużynę przejął Qurban Qurbanov. 
Do tej pory, największe osiągnięcia tej reprezentacji to pojedyncze zwycięstwa z wyżej notowanymi zespołami w grach eliminacyjnych: pokonanie Szwajcarii 1:0 (el. MŚ 1998), Słowacji 2:0 (el. MŚ 2002), Serbii i Czarnogóry 2:1 (el. ME 2004), Finlandii 1:0 (el. ME 2008) i Turcji 1:0 (el. ME 2012).

## Udział w międzynarodowych turniejach
| 1930 | Nie brała udziału, była częścią ZSRR | Nie brała udziału, była częścią ZSRR |
| 1934 | Nie brała udziału, była częścią ZSRR | Nie brała udziału, była częścią ZSRR |
| 1938 | Nie brała udziału, była częścią ZSRR | Nie brała udziału, była częścią ZSRR |
| 1950 | Nie brała udziału, była częścią ZSRR | Nie brała udziału, była częścią ZSRR |
| 1954 | Nie brała udziału, była częścią ZSRR | Nie brała udziału, była częścią ZSRR |
| 1958 | Nie brała udziału, była częścią ZSRR | Nie brała udziału, była częścią ZSRR |
| 1962 | Nie brała udziału, była częścią ZSRR | Nie brała udziału, była częścią ZSRR |
| 1966 | Nie brała udziału, była częścią ZSRR | Nie brała udziału, była częścią ZSRR |
| 1970 | Nie brała udziału, była częścią ZSRR | Nie brała udziału, była częścią ZSRR |
| 1974 | Nie brała udziału, była częścią ZSRR | Nie brała udziału, była częścią ZSRR |
| 1978 | Nie brała udziału, była częścią ZSRR | Nie brała udziału, była częścią ZSRR |
| 1982 | Nie brała udziału, była częścią ZSRR | Nie brała udziału, była częścią ZSRR |
| 1986 | Nie brała udziału, była częścią ZSRR | Nie brała udziału, była częścią ZSRR |
| 1990 | Nie brała udziału, była częścią ZSRR | Nie brała udziału, była częścią ZSRR |
| 1994 | Nie zakwalifikowała się              | Nie zakwalifikowała się              |
| 1998 | Nie zakwalifikowała się              | Nie zakwalifikowała się              |
| 2002 | Nie zakwalifikowała się              | Nie zakwalifikowała się              |
| 2006 | Nie zakwalifikowała się              | Nie zakwalifikowała się              |
| 2010 | Nie zakwalifikowała się              | Nie zakwalifikowała się              |
| 2014 | Nie zakwalifikowała się              | Nie zakwalifikowała się              |
| 2018 | Nie zakwalifikowała się              | Nie zakwalifikowała się              |
| 2022 | Nie zakwalifikowała się              | Nie zakwalifikowała się              |

| 1960 | Nie brał udziału, był częścią ZSRR | Nie brał udziału, był częścią ZSRR |
| 1964 | Nie brał udziału, był częścią ZSRR | Nie brał udziału, był częścią ZSRR |
| 1968 | Nie brał udziału, był częścią ZSRR | Nie brał udziału, był częścią ZSRR |
| 1972 | Nie brał udziału, był częścią ZSRR | Nie brał udziału, był częścią ZSRR |
| 1976 | Nie brał udziału, był częścią ZSRR | Nie brał udziału, był częścią ZSRR |
| 1980 | Nie brał udziału, był częścią ZSRR | Nie brał udziału, był częścią ZSRR |
| 1984 | Nie brał udziału, był częścią ZSRR | Nie brał udziału, był częścią ZSRR |
| 1988 | Nie brał udziału, był częścią ZSRR | Nie brał udziału, był częścią ZSRR |
| 1992 | Nie brał udziału, był częścią ZSRR | Nie brał udziału, był częścią ZSRR |
| 1996 | Nie zakwalifikował się             | Nie zakwalifikował się             |
| 2000 | Nie zakwalifikował się             | Nie zakwalifikował się             |
| 2004 | Nie zakwalifikował się             | Nie zakwalifikował się             |
| 2008 | Nie zakwalifikował się             | Nie zakwalifikował się             |
| 2012 | Nie zakwalifikował się             | Nie zakwalifikował się             |
| 2016 | Nie zakwalifikował się             | Nie zakwalifikował się             |
| 2020 | Nie zakwalifikował się             | Nie zakwalifikował się             |
| 2024 | Nie zakwalifikował się             | Nie zakwalifikował się             |

## Stroje
| Okres     | Producenci |
| --------- | ---------- |
| 1996–1999 | Puma       |
| 2000–2001 | Diadora    |
| 2002–2003 | Umbro      |
| 2004–2005 | Puma       |
| 2006–2017 | Umbro      |
| 2017–     | Nike       |

## Rekordziści
Kolorem niebieskim zaznaczono wciąż aktywnych piłkarzy
| #  | Nazwisko             | Lata gry w kadrze | Mecze | Bramki |
| -- | -------------------- | ----------------- | ----- | ------ |
| 1  | Rəşad Sadıqov        | 2001-             | 83    | 3      |
| 2  | Aslan Kərimov        | 1994-2008         | 80    | 1      |
| 3  | Tərlan Əhmədov       | 1992-2005         | 74    | 0      |
| 4  | Mahmud Qurbanov      | 1994-2008         | 70    | 1      |
| 5  | Qurban Qurbanov      | 1992-2005         | 66    | 14     |
| 6  | Emin Ağayev          | 1992-2005         | 65    | 1      |
| 7  | Mahir Şükürov        | 2004-             | 59    | 3      |
| 8  | Emin Quliyev         | 2000-             | 52    | 3      |
| 9  | Aleksandr Çertoqanov | 2006-             | 50    | 0      |
| 10 | Kamal Quliyev        | 1999-05           | 46    | 0      |
| 10 | Samir Abbasov        | 2004-             | 46    | 0      |

| # | Nazwisko         | Lata gry w kadrze | Bramki | Mecze |
| - | ---------------- | ----------------- | ------ | ----- |
| 1 | Qurban Qurbanov  | 1992-2005         | 14     | 66    |
| 2 | Vaqif Cavadov    | 2006-             | 7      | 40    |
| 2 | Elvin Məmmədov   | 2008-             | 7      | 27    |
| 4 | Zaur Tağızadə    | 1997-2008         | 6      | 40    |
| 4 | Branimir Subašić | 2007-             | 6      | 34    |
| 6 | Vidadi Rzayev    | 1992-2001         | 5      | 37    |
| 6 | Nazim Süleymanov | 1992-1998         | 5      | 24    |
| 6 | Fərrux İsmayılov | 1998-2007         | 5      | 35    |
| 9 | Yunis Hüseynov   | 1993-1998         | 4      | 33    |
| 9 | Vyaçeslav Lıçkin | 1995-2001         | 4      | 45    |
| 9 | Samir Əliyev     | 1997-2007         | 4      | 34    |
| 9 | Nadir Nəbiyev    | 2002-2006         | 4      | 28    |
| 9 | Vüqar Nadirov    | 2004-             | 4      | 44    |

## Trenerzy
- 1992-93 – Əhməd Ələsgərov
- 1993 – Ələkbər Məmmədov
- 1994 – Ağasəlim Mircavadov i Kazbek Tuayev
- 1994-95 – Ağasəlim Mircavadov
- 1995-96 – Kazbek Tuayev
- 1997-98 – Vaqif Sadıqov
- 1998-99 – Əhməd Ələsgərov
- 1999-00 – Əsgər Abdullayev
- 2000-01 – İqor Ponomaryov
- 2002-02 – Kazbek Tuayev
- 2002-02 – Vaqif Sadıqov
- 2002-04 – Əsgər Abdullayev
- 2004-05 – Carlos Alberto Torres
- 2005-05 – Vaqif Sadıqov
- 2005-07 – Şahin Diniyev
- 2007-08 – Ǵoko Hadżiewski
- 2008-2014 – Berti Vogts
- 2014 - Mahmud Qurbanov
- 2016-2017 – Robert Prosinečki
- 2017-2018 –  Qurban Qurbanov
- 2019 –  Nikola Jurčević
- 2020-2024-  Gianni De Biasi
- 2024- Fernando Santos